# Jamaicana subguttata
Jamaicana subguttata är en insektsart som först beskrevs av Walker, F. 1870.  Jamaicana subguttata ingår i släktet Jamaicana och familjen vårtbitare. Inga underarter finns listade i Catalogue of Life.